# Elmer Huerta
Elmer Emilio Huerta Ramírez (Recuay, Áncash; 12 de junio de 1952) es un médico peruano especializado en oncología y salud pública, así como comunicador en radio y televisión.

## Biografía

### Formación e inicios
Nació en la localidad de Recuay, en Áncash. A los 3 años, él y su familia se mudaron a Chosica, en donde vivió el resto de su infancia.
Se graduó de médico cirujano en la Universidad Nacional Mayor de San Marcos de Lima en 1981. Después de completar su internado en el Centro Médico Naval, se especializó en medicina interna y oncología médica en el Instituto Nacional de Enfermedades Neoplásicas (INEN) de Lima, en 1985.
Luego de trabajar como oncólogo médico en el INEN, empezó a producir y conducir programas educativos de salud en radio y televisión en el Perú en 1986, y al año siguiente emigró a los Estados Unidos para especializarse en prevención y detección del cáncer.
En Estados Unidos realizó una nueva residencia de medicina interna y luego obtuvo su maestría en salud pública en epidemiología en la Escuela de Salud Pública de la Universidad Johns Hopkins en Baltimore, y su especialidad en prevención y control del cáncer en el Instituto Nacional del Cáncer, en los Institutos Nacionales de la Salud de los Estados Unidos.

### Médico especialista
En 1994, fundó el Preventorio de cáncer en el Instituto de Cáncer del Hospital Central de Washington.  En ese centro, además de sus labores asistenciales, se desenvuelve como investigador de cáncer y educador de la comunidad hispana en los Estados Unidos y América Latina. Bajo su lema «Una clínica sólo para gente aparentemente sana», el preventorio ha atendido a más de 76,000 personas desde su creación, 88 por ciento de ellos sin síntomas. También se desempeña como profesor de medicina en la Universidad George Washington.
El modelo del preventorio fue también la inspiración de la Ley 109-18: Acta de Prevención, Educación y Navegación de Pacientes con Enfermedades Crónicas, firmada por el presidente George W. Bush, en junio de 2005. El modelo del preventorio fue galardonado por el Secretario de Salud de los Estados Unidos con el Premio Innovaciones en Prevención del año 2005. 7 años antes, en 1998, fue nombrado por el entonces presidente Bill Clinton como miembro del Consejo Nacional del Cáncer de Estados Unidos.
En 2005, asesoró al Ministerio de Salud en la creación del primer preventorio de América Latina en el Hospital Daniel A. Carrión en el Callao. Posteriormente se creó otro de la Municipalidad de San Borja. En la actualidad ya son siete los preventorios creados en el Perú.
Desde 2004, trabaja con autoridades del INEN, para desarrollar el Plan Nacional de Control del Cáncer, proyecto que fue lanzado el año 2006. El Perú se convirtió así en el primer país de América Latina en tener un Plan Nacional de Lucha Contra el Cáncer. En 2007, es elegido presidente de la American Cancer Society, convirtiéndose en el primer latino en ocupar el cargo.
Ha testificado sobre asuntos de salud en las minorías en numerosas ocasiones ante el Congreso de Estados Unidos y tiene además responsabilidades de investigador médico, siendo en la actualidad profesor asistente de la Universidad de Georgetown e investigador principal del Programa de Redes Comunitarias, una iniciativa financiada por el Instituto Nacional del Cáncer de los Estados Unidos.[cita requerida]

### Comunicador en salud pública
Desde 1989, su microprograma diario Cuidando su salud se transmite en estaciones radiales de Estados Unidos y América Latina.
Su programa Salud y familia, de una hora de duración, es el único programa médico radial diario a nivel nacional en los Estados Unidos.[cita requerida]
Su programa semanal de televisión Hablemos de salud, es distribuido a nivel nacional por la cadena MHz desde 1994.[cita requerida] También es trasmitido semanalmente por TV Perú y en los sistemas de cable de Bolivia y Chile.[cita requerida]
Su segmento Directo a la salud en la cadena CNN en Español, es visto semanalmente en Estados Unidos y América Latina.
Desde 2003, tiene un programa mensual en vivo de una hora de duración en Radio Panamericana de Bolivia. En ese programa, responde preguntas y consultas médicas del público a nivel nacional. Su programa Cuidando su salud se trasmite diariamente por la misma emisora en Bolivia desde el 2001.[cita requerida]
Desde 2007, participa diariamente en el programa Salud en RPP del Perú y conduce programa Cuidando tu salud cada sábado y domingo en Radio Programas del Perú. Desde el mismo año, mantiene una columna regular en el blog de salud Cuida tu salud en el diario El Comercio de Perú.

## Críticas
Al doctor Huerta se le ha criticado en múltiples ocasiones por su cambio de opinión respecto de situaciones médicas específicas debido a su sesgo político. En el marco de las protestas en Perú de 2020 aseguró en el programa Sanamente de América Televisión, que la asistencia a marchas no ocasionaba contagios de COVID-19, a pesar de que en otras ocasiones se había opuesto a las reuniones sociales.

## Créditos
| Radio y podcast - Cuidando su salud (1989-presente) - Radio Panamericana (2002-presente) - Salud en RPP – RPP (2007-presente) - Cuidando tu salud – RPP (2007-presente) - Cita con el doctor – GLR (2007-¿?) - Salud y familia (2010-presente) - Directo a la salud (2015-presente) - Encendidos – RPP (2016-presente) - Espacio vital (podcast) – RPP (2018-presente) - Coronavirus: realidad vs. ficción – CNN en Español (2020-presente) - Espacio vital (programa) – RPP (2021-presente) | Televisión - Hablemos de salud (1994-presente)[cita requerida] - Sanamente – América Televisión (2020-presente) Prensa escrita - CNN en Español - El Comercio (2007-presente) Blog - Cuida tu salud – El Comercio (2007-presente) |

## Obras publicadas
- 2014. Confrontando el cáncer: Una guía completa para pacientes y sus familiares.
- 2012. La salud, ¡hecho fácil!: Consejos vitales para llegar a viejo lo más joven posible
- 2016: 100 preguntas sobre tu salud al Dr. Huerta[35][36]

## Premios y reconocimientos
- En 1997, recibe el premio de Liderazgo de la Asociación Nacional de Salud Pública de Estados Unidos.[37]
- En 1999, recibe el premio Oscar E. Edwards por Voluntarismo y Servicio Comunitario, otorgado por el Colegio Americano de Médicos y la Sociedad Americana de Medicina Interna.[11]
- En 2001, recibe el premio Walter C. Álvarez, otorgado por la Asociación Americana de Escritores de Medicina.[38]
- En 2002, recibe el premio Espíritu de Vida Internacional.[11]
- En 2005, recibe el premio Humanitario del Centro de Cáncer de la Universidad George Washington.[39]
- En 2008, fue admitido como miembro correspondiente de la Academia Nacional de Medicina del Perú.[36]
- En 2008, fue elegido por la revista Hispanic Business, como uno de los «100 hispanos más influyentes de los Estados Unidos».[40]
- En 2013, recibe el premio Campeón de Prevención y Salud Pública por el gobierno de los Estados Unidos.[3][41]
- En 2015, recibe un Doctorado honoris causa por la Universidad Nacional Mayor de San Marcos, su alma mater.[42]
- En 2018, recibe un Doctorado honoris causa por la Universidad Nacional de Educación Enrique Guzmán y Valle.[22]